# Clinopodium atlanticum
Clinopodium atlanticum — вид квіткових рослин з родини глухокропивових (Lamiaceae).

## Поширення
Ендемік Марокко.